# Periphyllopsis
Periphyllopsis is een geslacht van neteldieren uit de familie van de Periphyllidae.

## Soorten
- Periphyllopsis braueri Vanhöffen, 1902
- Periphyllopsis galatheae Kramp, 1959